# Eduard Lorenz
Eduard Lorenz (ur. 12 lutego 1921 w Neudorf, zm.?) – zbrodniarz hitlerowski, członek załogi obozu koncentracyjnego Auschwitz-Birkenau i SS-Unterscharführer.
Urodził się w Neudorf (Kraj Sudetów) i był obywatelem czechosłowackim, narodowości niemieckiej. Z zawodu był rolnikiem. Po inwazji III Rzeszy na Czechosłowację wstąpił do SS i skierowany został na front. Na skutek odniesionych ran został uznany za niezdolnego do dalszej służby frontowej i pod koniec stycznia 1942 przydzielny do załogi obozu oświęcimiskiego. Do sierpnia 1942 Lorenz pełnił służę wartowniczą, a następnie zatrudniony był jako szofer rozwożący żywność w obozie. 
W pierwszym procesie oświęcimskim skazany został przez Najwyższy Trybunał Narodowy w Krakowie na karę 15 lat pozbawienia wolności za znęcanie się nad więźniami. Od zarzutu udziału w zabójstwach został on uniewinniony. Lorenz opuścił polskie więzienie na mocy amnestii w połowie lat pięćdziesiątych.